# Bloso
Bloso, Agentschap ter Bevordering van de Lichamelijke Ontwikkeling, de Sport en de Openluchtrecreatie – flamandzka agencja sportowa w Belgii. Jej walońskim odpowiednikiem jest Adeps.
Bloso posiada 13 centrów sportowych.

## Obiekty
- Hazewinkel